# Aouatefe Lahmani
Aouatefe Lahmani, née le 14 août 1984 à Besançon est une comédienne, scénariste et réalisatrice française.
Ayant grandi en Alsace à Mulhouse, elle est révélée au public en 2016 grâce à des web-série humoristiques et le cinéma, entre le Maroc et la France.

## Biographie
D'origine marocaine, Aouatefe Lahmani est issue d'une famille monoparentale, avec sa sœur et son frère ils ont été élevés par leur maman originaire de Meknès au Maroc,,. Elle se découvre une passion pour la scène dès son plus jeune âge, en rêvant d'être chanteuse. Elle cumule les castings, les cours de danse et de chant, avant de décider à 18 ans de se consacrer au cinéma, et entame ses premiers pas sur les plateaux en tant que chargée de production. Elle suivra ensuite les cours de théâtre au Cours-Florent, puis à l'école Jean Périmony à Paris,,.
Elle trace ensuite son chemin vers le 7e art entre le Maroc et la France. On la remarque notamment dans le film « Amal » de Aida Senna qui fut nommé et primé dans plusieurs festivals mondiaux,,. Aouatefe Lahmani interprète différents rôles dans plusieurs films notamment « Hayat » de Raouf Sebbahi et « Sound of berberia » de Tarik El Idrissi, ainsi qu'une apparition remarquée dans « Lignée », un court métrage de Amine El Mouetassim qui fera appel à elle de nouveau pour son premier long métrage « Subzero",,,,,.
Aouatefe Lahmani, s'essaie en tant que réalisatrice pour la première fois avec son film Rose avant de continuer la réalisation avec des web-séries,,,,.
En 2017, Aouatefe Lahmani intégrera la pièce de théâtre "Mariage à Ranger" un boulevard dans lequel elle interprète le rôle principal de Leila. Cette même année, avec son collectif "Dreamers family", elle crée une web-série humoristique dont elle est la scénariste et la réalisatrice : "Nous les femmes", elle y est le héros qui raconte les péripéties d'une jeune femme célibataire... avant de créer une nouvelle web-série en 2018 : "Véhicule Tout Casos" ou elle se met en scène en tant que chauffeur VTC hors norme et pas dans les règles,,,,.
Ses interprétations jugées pétillantes et drôles sont remarquées par Jamel Debbouze qui la fait intégrer la scène ouverte du Jamel Comedy Club au Maroc.
En 2019, elle écrit et réalise des courts-métrages engagés pour les femmes avec pour seul moyen son ambition et sa passion pour le cinéma des réalisations qui se sont fait remarqués grâce à internet et dans des festivals, avec le film Honneur qui commence sa course[Quoi ?].
Elle participe[Quand ?] au clip Ghaltana de Saad Lamjarred,.
En 2021, elle interprète le rôle d'Hind Doukali dans la série Bab Al Bahar, sur 2M, de Samia Akariou et Jawad Lahlou réalisé par Chaouki El Oufir,,.
En 2023 La scénariste et réalisatrice lance sa nouvelle web-série «Alia in Marrakech». Une production originale de M Avenue visant à promouvoir les différentes facettes de la ville ocre,,,,,,,,.
Elle a également intégré en 2017 La Tribune des jeunes talents du Stand-Up programmée sur 2M avec la version marocaine du Jamel Comedy Club (JCC), émission humoristique produite par Jamel Debbouze et diffusée en clair sur Canal+,.

## Filmographie

### Cinéma

#### Longs métrages
- 2015 : The Red Tent de Roger Young, The pregnant Woman
- 2015 : La Moitié du ciel d’Abdelkader Lagtaâ, Batoul
- 2016 : Hayat de Raouf Sebbahi, Hayat
- 2017 : Sound Of Berberia de Tarik El Idrissi, Amina
- 2017 : The 16th Episod de Jerôme Cohen, l'envoûteuse
- 2019 : Subzero d’Amine El Mouetassim, Vanessa

#### Courts métrage
- 2013 : Taking Out The Trash de Just Waki, Awa
- 2013 : The dead Squad de Olivier Mercks, l'avocat
- 2013 : Lignée de Amine El Mouetassim, Nora
- 2014 : Ma Souffrance de Aouatefe Lahmani, Kenza
- 2014 : Le refus de trop de Othman Naceri, la prostituée
- 2014 : Rose de Aouatefe Lahmani, Naila
- 2015 : Amal de Aida Senna, Sonia
- 2015 : Mon reflet de Kenza Sallahdine, Amal
- 2016 : Léa de Lauren Oliel, Léa
- 2017 : Crim In Elle de Aouatefe Lahmani, Maya
- 2019 : Honneur de Aouatefe Lahmani, Sakine
- 2019 : Felonie de Aouatefe Lahmani, Irina
- 2022 : Je t'a(b)ime de Aouatefe Lahmani

### Télévision
- 2016 : Nous les femmes de Aouatefe Lahmani
- 2018 : Véhicule Tout Casos de Aouatefe Lahmani, Sonia
- 2019 : Fabuleuse de Aouatefe Lahmani, Kamila
- 2021 : Bab Al Bahar de Samia Akariou et Jawad Lahlou réalisé par Chaouki El Oufir, Hind Doukali
- 2022 : Celib a Terre de Aouatefe Lahmani, Aouatefe

## Émission de télévision
- 2017 : Jamel Comedy Club